# Railcare group
Railcare group AB är ett svenskt börsnoterat företag med säte i Skellefteå, som gör underhåll och andra arbeten för järnvägar i Sverige och Norge. Företaget driver bland annat järnvägstrafiken med järnmalm från Pitkäjärvi till Narvik för Kaunis Iron samt järnvägstrafiken med järnmalm från Svappavaara till Kiruna för LKAB. 
Railcare AB är sedan 2018 noterat på Stockholmsbörsens Small Cap-lista.